# Fusitriton takedai
Fusitriton takedai is een slakkensoort uit de familie van de Cymatiidae. De wetenschappelijke naam van de soort werd voor het eerst geldig gepubliceerd in 1979 door Habe.